# FC Bavaria 1899 Munich
Maillots
Le FC Bavaria 1899 München fut un club allemand de football localisé dans la ville de Munich en Bavière.
Ce club eut une Histoire totalement indépendante du FC Bayern Munich actuel.

## Histoire
Le club fut créé en 1899 sous le nom de Fußball-Club Bavaria 1899 München
En janvier 1900, le FC Bavaria 1899 fut un des fondateurs de la Fédération allemande de football (DFB).
On sait peu de choses de ce club si ce n’est qu’il évolua sur un site de la Loco-Kaiserstraße à Munich.